# بارلي (باد كاليه)
بارلي، باد كاليه (بالفرنسية: Barly, Pas-de-Calais)‏ هي بلدية تقع في إقليم باد كاليه من منطقة نور با دو كاليه في شمال فرنسا. تبلغ مساحة هذه المدينة 6.15 (كم²)، وترتفع عن سطح البحر 140 م، يبلغ عدد سكانها 233 نسمة حسب إحصاء المعهد الوطني للإحصاء والدراسات الاقتصادية سنة 2009 م. وترأس Daniel Bouttemy البلدية خلال فترة (2008-2014).